# Ephrata (Washington)
Ephrata é uma cidade localizada no estado norte-americano de Washington, no Condado de Grant.

## Demografia
Segundo o censo norte-americano de 2000, a sua população era de 6808 habitantes.
Em 2006, foi estimada uma população de 7298, um aumento de 490 (7.2%).

## Geografia
De acordo com o United States Census Bureau tem uma área de
25,8 km², dos quais 25,8 km² cobertos por terra e 0,0 km² cobertos por água. Ephrata localiza-se a aproximadamente 387 m acima do nível do mar.

## Localidades na vizinhança
O diagrama seguinte representa as localidades num raio de 28 km ao redor de Ephrata.